# Kazushige Ugaki
Kazushige Ugaki (宇垣 一成 Ugaki Kazushige?,  9 de agosto de 1868 - 30 de abril de 1956) fue un general del Ejército Imperial Japonés, ministro y político japonés y dos veces Gobernador General de Corea.

## Biografía

### Primeros años
Nació de una familia de samurái en Okayama, provincia de Bizen (actual Prefectura de Okayama). Se graduó de la Academia del Ejército Imperial Japonés en 1890 y del Colegio de Guerra del Ejército en 1900. Fue agregado militar en Alemania desde 1902 hasta 1904 y desde 1906 hasta 1907. En 1910 fue promovido a coronel y en 1915 como mayor general, también fue Comandante del Colegio de Guerra del Ejército desde 1919 hasta 1921 y Comandante de la 10.ª División desde 1921 hasta 1922. En 1923 fue nombrado Viceministro del Ejército.

### Ministro de Guerra y Gobernador General de Corea
Desde 1924 hasta 1927 fue Ministro de Guerra en los gabinetes de Kiyoura Keigo, Katō Takaaki y el primero de Wakatsuki Reijirō. Como ministro, se esforzó para proteger la posición superior del Ejército Imperial Japonés en la política japonesa, temiendo una pérdida de influencia de parte de la Marina Imperial Japonesa. Ugaki tenía planes para crear un ejército con 50 divisiones.
No obstante, a pesar de la férrea oposición de Ugaki, el gabinete de Katō Takaaki continuó con su política de reducción fiscal y Ugaki fue forzado a eliminar cuatro divisiones de infantería (la 13.ª División, 15.ª División, 17.ª División y la 18.ª División), que resultó en un despido de 2.000 oficiales comisionados. También fue forzado a acortar el período a los conscriptos que servían en las demás divisiones. Esto provocó que Ugaki se volviera extremadamente impopular dentro del Ejército y en 1927 aceptó un puesto como Gobernador General de Corea para no continuar siendo ministro. En 1929 fue promovido a general y fue nombrado nuevamente ministro de Guerra bajo el gabinete de Hamaguchi Osachi.
Ugaki fue líder de la facción Toseiha dentro del ejército, representando a los oficiales más conservativos y moderadamente políticos dentro del ejército, al contrario de la facción radical Kodaha. Algunos oficiales bajo el general Ugaki revitalizaron el grupo Toseiha, tomando a la Alemania de Hitler como inspiración de un estado nacionalsocialista. En 1931, a pesar de que Ugaki rehusó cooperar con ellos, fracasó en castigar a los insurgentes responsables del Incidente de Marzo. Esto provocó que perdiera apoyo de sus seguidores y Ugaki debió renunciar del ejército y aceptar nuevamente el puesto de Gobernador General de Corea. Durante su segundo período en Corea, concentró sus esfuerzos en levantar la industria en la península coreana, especialmente en las áreas de la industria pesada y municiones.

### Casi primer ministro
Retornó a Japón luego del colapso del gabinete de Hirota Koki y fue nombrado primer ministro en febrero de 1937, pero fue incapaz de formar un gabinete debido a la fuerte oposición de sus enemigos políticos dentro del ejército. Luego del Incidente del 26 de febrero en 1936, los militares pudieron restaurar el requisito de que sus ministros serían elegidos sólo de oficiales activos. Ugaki, a pesar de ser primer ministro designado (y general retirado) era una persona non grata para el ejército debido a sus anteriores administraciones como ministro de Guerra y el Incidente de Marzo, junto con sus aparentes relaciones a empresarios zaibatsu dentro del programa de industrialización de Corea, por lo que se negaron a proveerle el Ministerio de Guerra. Por lo tanto, a pesar de ser designado, Ugaki jamás pudo tomar el cargo. El puesto de primer ministro fue dado a Senjuro Hayashi, otro exgeneral y miembro de la facción Kodoha.

### Carrera posterior
En mayo de 1938 Ugaki fue nombrado Ministro de Relaciones Exteriores en el primer gabinete de Fumimaro Konoe, pero renunció a los cuatro meses. En 1944 abandonó la política y aceptó el puesto de director de la Universidad Takushoku.
Tras la rendición japonesa, fue purgado del servicio público junto con el resto de los antiguos miembros del gobierno japonés y fue arrestado por las autoridades estadounidenses de ocupación. Sin embargo, no se le imputaron cargos por crímenes de guerra y fue liberado. En 1953 volvió a la política y fue elegido para la Cámara de Consejeros en la Dieta de Japón de posguerra con una gran cantidad de votos. Falleció en 1956 en su casa de verano en Izunokuni, Shizuoka. Su tumba se ubica en el Cementerio de Tama en Fuchu (Tokio).